# Никола Радович
Никола Радович (сербохорв. Nikola Radović/Никола Радовић; 20 березня 1933, Подгориця — 28 січня 1991, Косовська Митровиця) — югославський футболіст, що грав на позиції захисника. Відомий за виступами в клубах «Хайдук» (Спліт) та БСК «Белград», а також національну збірну Югославії, у складі якої став срібним призером Олімпійських ігор 1956 року.

## Клубна кар'єра
Никола Радович народився у Подгориці, та розпочав займатися футболом у рідному місті, яке після Другої світової війни отримало назву Тітоград. У найвищому югославському дивізіоні дебютував 1952 року виступами за команду БСК «Белград», в якій провів два сезони, взявши участь у 32 матчах чемпіонату. У першому ж сезоні виступів став разом із командою володарем Кубка Югославії.
З початку сезону 1954—1955 років Радович перейшов до клубу «Хайдук» (Спліт), за який відіграв 6 сезонів. У першому ж сезоні він разом із клубом став чемпіоном Югославії. Завершив професійну кар'єру футболіста виступами за команду зі Спліта у 1960 році.

## Виступи за збірну
1956 року дебютував в офіційних матчах у складі національної збірної Югославії. Протягом кар'єри у національній команді, яка тривала 1 рік, провів у її формі 3 матчі, забивши 1 гол.
У складі збірної був учасником футбольного турніру на Олімпійських іграх 1956 року у Мельбурні, де разом з командою здобув «срібло». На турнірі зіграв лише в 1 матчі проти олімпійської збірної США. Никола Радович був у складі югославської команди на чемпіонаті світу 1958 року у Швеції, проте на поле не виходив.
Помер Никола Радович 28 січня 1991 року на 58-му році життя у місті Косовська Митровиця.

## Титули і досягнення
- Чемпіон Югославії (1):

«Хайдук» (Спліт): 1955
- Володар кубка Югославії (1):

БСК «Белград»: 1953
- Срібний олімпійський призер: 1952, 1956